# 火炬村駅
火炬村駅（かきょそんえき）は、中華人民共和国湖南省長沙市芙蓉区にある5号線の駅である。

## 駅構造
- 1号線：島式ホーム1面

## 駅周辺
- 尹家湾
- 古漢城
- 湖南省老幹所
- 晩報大道
- 馬王堆遺址公園